# Adam Małysz
Adam Henryk Małysz (Wisła, Polònia 1977) és un saltador polonès, guanyador de quatre medalles als Jocs Olímpics d'Hivern i quatre medalles d'or als Campionats Mundials en els salts d'esquí.

## Biografia
Va néixer el 3 de desembre del 1977 a la ciutat de Wisła, població situada al voivodat de Silèsia.

## Carrera esportiva
Małysz començà la seva carrera quan tenia sis anys. El 1994 per primera vegada en la seva vida va ser saltador en la competició de la Copa del Món. També en aquest any, a Innsbruck va guanyar els primers punts de la classificació general d'aquest torneig. El 1996 a la capital de Noruega, Oslo, Adam Małysz va guanyar el primer concurs de la Copa del Món de la seva carrera. El 2001 va guanyar el Torneig dels Quatre Trampolins. La temporada 2001/2002 va guanyar la Copa del Món sent el primer representant de Polònia en la història dels salts.
Va participar en els Jocs Olímpics d'Hivern de 1998 realitzats a Nagano (Japó), on finalitzà 52è en el salt llarg, 51è en el salt normal i vuitè en la prova per equips. En els Jocs Olímpics d'Hivern de 2002 realitzats a Salt Lake City (Estats Units) va guanyar dues medalles: la de bronze en el trampolí K-90 i la de plata en el K-120, a més de finalitzar sisè en la prova per equips. En els Jocs Olímpics d'Hivern de 2006 realitzats a Torí (Itàlia) finalitzà cinquè en la prova per equips, setè en el salt normal des del trampolí K-99 i catorzè en el salt llarg des del trampolí K-120. En els Jocs Olímpics d'Hivern de 2010 realitzats a Vancouver (Canadà), i a l'edat de 32 anys, aconseguí guanyar la medalla de plata en les proves de salt normal i salt llarg, a més de finalitzar sisè en la prova per equips.
Al llarg de la seva carrera ha guanyat la Copa del Món quatre vegades (2001/2002, 2002/2003, 2003/2004 i 2006/2007), essent el primer saltador que la guanyà tres vegades seguides. També va guanyar el títol dels Campionats de Polònia en salt d'esquí 17 vegades, obtenint el títol de Millor Esportista de Polònia tres vegades, així com quatre vegades el títol de campió mundial.